# Улица Александра Довженко (Мелитополь)
Улица Александра Довженко (укр. Вулиця Олександра Довженка) — улица в Мелитополе, на Красной Горке. Названа в честь выдающегося украинского кинорежиссёра Александра Довженко. Является прямым продолжением улицы Александра Невского. До 1990 года нынешние улицы Александра Невского и Александра Довженко образовывали одну улицу, носившую имя Карла Либкнехта. Но 19 декабря 1990 года части улицы, находящейся в границах дореволюционного Мелитополя, было возвращено имя Александра Невского, которое она носила до 1921 года. Часть же улицы к северу от Покровской улицы, которая до революции в границы города не входила, сохранила имя Карла Либкнехта. В 2016 году улицу переименовали в честь Довженко, согласно закону о декоммунизации Украины.
Раньше улица Александра Довженко проходила насквозь через исторический центр города, и нумерация домов была установлена от северного конца, который был ближе к центру. Теперь же, когда от улицы осталась только северная часть, дома оказались пронумерованы от окраины к центру. Эта необычная нумерация сохраняется до сих пор. В результате улица начинается от улицы Героев Крут, пересекает улицы Гоголя, Пушкина, Коцюбинского, Шевченко, Селянскую, Кизиярский ручей и переходит в улицу Александра Невского на перекрёстке с Покровской улицей.
По адресу улица Александра Довженко, 96 находится мелитопольское отделение связи № 1. По улице проходят автобусные маршруты № 18 и 19.